# Wolf-Georg Ringe
Wolf-Georg Ringe (* 24. Oktober 1976 in Hamburg) ist ein deutscher Rechtswissenschaftler.

## Leben
Er studierte von 1998 bis 2004 Rechtswissenschaften in Passau, Lausanne, Bonn und Oxford (M.Jur. 2004). Nach der Promotion 2006 an der Universität Bonn war er wissenschaftlicher Mitarbeiter in Bonn (Daniel Zimmer) und am Max-Planck-Institut für ausländisches und internationales Privatrecht (Klaus J. Hopt). Nach dem Referendariat 2004–2006 in Hamburg war er 2007 Rechtsanwalt in Hamburg. Von 2007 bis 2012 lehrte er als Lecturer in Law, University of Oxford (Christ Church). Von 2012 bis 2017 war er Professor of International Commercial Law an der Copenhagen Business School. Seit 2017 ist er Professor für Ökonomische Analyse des Rechts und Direktor des Instituts für Recht und Ökonomik an der Universität Hamburg. Zugleich lehrt er als dauerhafter Gastprofessor an der University of Oxford.
Seine Forschungsschwerpunkte sind Unternehmens- und Kapitalmarktrecht, Finanzmarktregulierung, Law & Economics, Insolvenzrecht, Internationales Privatrecht und Europarecht. Ringe ist Research Member des European Corporate Governance Institute (ECGI) in Brüssel und Fellow des European Banking Institute (EBI), Frankfurt am Main.

## Schriften (Auswahl)
- Die Sitzverlegung der Europäischen Aktiengesellschaft. Tübingen 2006, ISBN 978-3-16-150244-6.
- Englisches Handels- und Wirtschaftsrecht. Heidelberg 2012, ISBN 3-16-155765-4 (mit Volker Triebel, Martin Illmer, Stefan Vogenauer und Katja Ziegler)
- Regulatory Arbitrage and Regulatory Competition in the Governance of Global Financial Markets. Arbitrage et concurrence réglementaires dans la gouvernance des marchés financiers mondiaux. Montréal 2015, ISBN 2897301376.
- The Deconstruction of Equity – Activist Shareholders, Decoupled Risk, and Corporate Governance. Oxford 2016, ISBN 978-0-19-872303-5.
- The Anatomy of Corporate Law, 3. Aufl. Oxford 2017, ISBN  9780198739630. (mit Reinier Kraakman u. a.)
- Oxford Handbook of Corporate Law and Governance, Oxford 2018, ISBN 9780198743682. (mit Jeffrey N. Gordon)